# Ranunculus clethraphilus
Ranunculus clethraphilus är en ranunkelväxtart som beskrevs av René Verriet de Litardière. Ranunculus clethraphilus ingår i släktet ranunkler, och familjen ranunkelväxter. Inga underarter finns listade i Catalogue of Life.